# 곽윤호
곽윤호(郭胤豪, 1995년 9월 30일 ~ )은 대한민국의 축구 선수로, 포지션은 센터백, 왼쪽 풀백, 센터포워드이다. 현재 K리그2 서울 이랜드 소속이다.

## 클럽 경력
곽윤호는 2018 시즌을 앞두고 내셔널리그의 강릉시청에 입단하며 커리어를 시작했다.
2021 시즌을 앞두고 K리그1의 수원 FC로 이적했다.